# Vitaka Rodríguez
Viktor Rodríguez Villar (Santa Cruz de Tenerife, España, 6 de agosto de 1987), más conocido como Vitaka Rodríguez, es un exfutbolista español. Jugaba como centrocampista ofensivo o extremo, generalmente por la izquierda.

## Trayectoria
Vitaka nació en Tenerife, Islas Canarias, España en 1987. Comenzó su carrera deportiva en las categorías inferiores del Real Unión de Tenerife, equipo de su ciudad natal. A los 17 años de edad, y tras participar en el Torneo Memorial García Encinoso de selecciones, fue descubierto por los ojeadores del Real Betis, que decidieron incorporarlo a los filiales del club verdiblanco.
En la temporada 2007-08 se convirtió en jugador del U. D. Tenerife Sur Ibarra. Hizo su debut en Tercera División frente al SD Tenisca con victoria por 2 1, sumando 19 partidos oficiales durante el mismo año.
En julio de 2009, y tras haber realizado una gran campaña con el Arimesa Santomera CF, la U. D. Las Palmas puso sus ojos en el futbolista y lo incorporó a su equipo filial, entrenado por Víctor Afonso. Club con el que finalmente no llegó a un acuerdo y fue el C. D. Laguna quien se hizo con los servicios del jugador para la temporada 2009-10.
En agosto de 2010 se confirmó su marcha al Kozani FC griego. Vitaka debutó oficialmente en la Copa de Grecia frente al Aspropyrgos Enosis, con victoria por 1 0 y siendo elegido como mejor jugador del partido. Competición en la que hizo un gran papel con el equipo, habiendo llegado hasta la cuarta ronda, donde fueron eliminados frente al Panathinaikos FC.
En febrero de 2014, el FC Bendigo de la National Premier League australiana anunció oficialmente el fichaje del futbolista en su página web. Vitaka, debutó el 29 de marzo de 2014 frente al Whittlesea Rangers FC y marcó su primer gol con el Bendigo el 9 de mayo de 2014, en un partido contra el Dandenong City que terminó con victoria por 4-2 para su equipo. Vitaka cerró la temporada con un registro de 3 goles y 11 asistencias en 24 partidos de liga, lo que atrajo el interés de otros clubes de la National Premier League como el South Melbourne FC, Green Gully Cavaliers y Oakleigh Cannons.
En noviembre de 2014, el Green Gully Cavaliers anunció el fichaje de Vitaka por una temporada.
El 28 de agosto de 2015 el C. D. Marino hizo oficial el regreso de Vitaka a su isla natal por una temporada. El 6 de septiembre disputó su primer partido contra la U. D. Telde.
En junio de 2016 el St Albans Saints anunció el fichaje de Vitaka Rodríguez como refuerzo en el mercado de invierno. Debutó con el club de Melbourne el 25 de junio en un partido ante el Moreland Zebras que su equipo ganó por dos a uno. Su primer gol con la camiseta del "dinamo" lo anotó el 16 de julio en el empate por dos a dos ante el Moreland City correspondiente a la vigésima primera jornada de la National Premier League.
El 3 de septiembre de 2016, se convirtió en el héroe de su equipo marcando el histórico 1-0 que proclamaba al St Albans Saints campeón de la National Premier League en la última jornada de liga frente al Whittlesea Ranges.
En el verano del 2017 regresa a España tras formalizarse su fichaje con el C. D. Santa Úrsula de cara a la temporada 2017-2018. Vitaka, debutó el 23 de septiembre de 2017 frente al C. D. Mensajero en el Estadio Municipal Argelio Tabares.

## Clubes
| Club                      | País      | Temporada |
| ------------------------- | --------- | --------- |
| U. D. Tenerife Sur Ibarra | España    | 2007-2008 |
| Arimesa Santomera CF      | España    | 2008-2009 |
| C. D. Laguna SAD          | España    | 2009-2010 |
| Kozani FC                 | Grecia    | 2010-2011 |
| AS Beziers                | Francia   | 2012-2013 |
| FC Bendigo                | Australia | 2013-2014 |
| Green Gully Cavaliers     | Australia | 2014-2015 |
| C. D. Marino              | España    | 2015-2016 |
| St Albans Saints          | Australia | 2016-2017 |
| C. D. Santa Úrsula        | España    | 2017-2018 |